# Kruki (dramat)
Kruki (oryg. fr. Les Corbeaux) – dramat prozą Henry’ego Becque’a ukończony w 1876 roku i wystawiony po raz pierwszy w 1882 roku.

## Okoliczności powstania i wystawienia utworu
W pierwszych latach po wojnie francusko-pruskiej Henry Becque przeżywał osobisty kryzys. Widząc, iż jego dotychczasowa działalność literacka nie przyniosła mu sukcesów, postanowił podjąć prace nad dramatem, w którym w pełni wykazałby swój talent. Przez cały rok 1875 skupiał się wyłącznie na tworzeniu; jak opisywał później, był to najszczęśliwszy okres w jego życiu.
Po ukończeniu prac nad tekstem Becque podjął starania o wystawienie Kruków, jednak w ciągu pięciu lat siedem teatrów odrzuciło dramat. Negatywnej oceny tekstu nie zmieniały nawet pochwały cenionych wówczas dramaturgów: Victoriena Sardou, Alexandre’a Dumasa syna i Edmonda Gondineta. Kruki były tekstem zbyt nowatorskim pod względem formy i zbyt radykalnym pod względem treści, by uzyskać akceptację dyrektorów scen. Zniechęcony taką sytuacją, Becque zajął się pisaniem kolejnych dramatów i w latach 1878 i 1880 wystawił komedie Czółenko oraz Uczciwe kobiety.
Wobec braku perspektyw na wystawienie Kruków, Becque postanowił wydać dramat drukiem. W tym czasie pokazał rękopis byłemu administratorowi Komedii Francuskiej Édouardowi Thierry’emu. Dzięki jego pomocy Kruki zostały wystawione na scenie Komedii Francuskiej po wprowadzeniu szeregu wymuszonych na autorze poprawek, które miały osłabiać ogólny pesymizm dzieła.

## Treść
Paryski przemysłowiec Vigneron umiera na atak apopleksji, pozostawiając wdowę i czwórkę dzieci: nieodpowiedzialnego młodzieńca Gastona, muzykalną, próbującą swoich sił w kompozycji Judytę, zaradną i stanowczą Marię oraz romantyczną, pełną młodzieńczych marzeń Blankę. Słaba duchem i pozbawiona energii pani Vigneron nie jest w stanie bronić spadku po mężu. Wspólnik Vignerona Teissier i notariusz Bourdon wspólnie przekonują ją do podjęcia niekorzystnych rozporządzeń, które umożliwią im samym wzbogacenie się kosztem rodziny. Równocześnie dawni drobni wierzyciele męża żądają natychmiastowej spłaty zobowiązań. Wreszcie upada projekt małżeństwa Blanki i młodego urzędnika Jerzego de Saint-Genis; związek szczerze zakochanych młodych uniemożliwia chciwa i bezwzględna matka narzeczonego. W rezultacie Blanka popada w obłęd. Rodzinę wspiera jedynie wierna stara służąca Rozalia.
Starsze córki, Judyta i Maria, starają się pomóc załamanej matce. Pierwsza z nich dowiaduje się jednak, że jej talent muzyczny i umiejętności nie dadzą rodzinie żadnego dochodu: jest już za późno, by mogła zostać aktorką, a udzielanie lekcji muzyki jest dla kobiety zajęciem zbyt nisko płatnym. Z kolei Maria, która najczęściej rozmawia z Teissierem o położeniu materialnym Vigneronów, zaczyna imponować mu swoim zmysłem praktycznym, determinacją i szczerym oddaniem bliskim. Teissier składa jej propozycję małżeństwa, którą kobieta – młodsza od niego o czterdzieści lat – początkowo odrzuca. Następnie jednak zmienia zdanie, widząc w tym związku jedyną szansę, by uratować byt matki i rodzeństwa.

## Cechy utworu

### Struktura dramatu
Dramat składa się z czterech aktów i na tle ówczesnych francuskich dzieł reprezentujących ten rodzaj literacki wyróżnia się zwartą strukturą. W pierwszym akcie ukazany jest obraz spokojnego i dostatniego życia szczęśliwej rodziny Vigneron, które nagle kończy się po śmierci ojca rodziny. Akt drugi przedstawia badanie przez bezwzględne „kruki” – ludzi dążących do bogacenia się za wszelką cenę – sytuacji i możliwości wzbogacenia się kosztem wdowy i jej dzieci. W akcie trzecim rodzinę spotykają kolejne nieszczęścia, „kruki” przekonują matkę, że jej położenie jest beznadziejne, w rezultacie czego pani Vigneron rezygnuje z walki o spadek po mężu. W akcie czwartym przedstawiono położenie matki i córek po niekorzystnej sprzedaży majątku, a w finale poświęcenie Marii, która zgadza się na niechciane małżeństwo dla ratowania krewnych.

### Wymowa dramatu
Kruki są przykładem radykalnej krytyki współczesnemu Becque’owi świata zdominowanego przez mieszczaństwo. Według określenia Lansona i Tuffrau jest to sztuka „prawdziwa w każdym szczególe i brutalnie pesymistyczna”.
Kruki nie mają głównego bohatera; najważniejszą siłą, która decyduje o poczynaniach postaci, jest pieniądz. Każdy człowiek – choć w różnym stopniu – dąży do wzbogacenia się, także nieuczciwymi sposobami. Jak stwierdza Bourdon, wielkie fortuny Francji powstawały wyłącznie takimi środkami. By zostać bogaczem, nie wystarczy pracować z zaangażowaniem: tak pracował Vigneron, ale nadzwyczajnego majątku nie zgromadził. Chciwość jest nałogiem, a dążenie do wzbogacenia się nigdy nie ustaje. Teissier, stary bezdzietny kawaler, który nie ma komu przekazać ogromnego majątku, nadal dąży do jego pomnożenia. Szczególnie nieuczciwe zabiegi wiążą się z dziedziczeniem spadku, a nawet przy małżeństwach z miłości narzeczeni zwracają uwagę na posag przyszłej małżonki.
Potępiając rolę pieniądza w środowisku mieszczańskim, Becque daje wyraz swojemu współczuciu dla słabszych. Podkreśla bezradność kobiet (jedyny syn pani Vigneron, Gaston, odgrywa w sztuce marginalną rolę) pozbawionych męskiego opiekuna w tradycyjnym społeczeństwie, ukazując brak możliwości zarobkowania (Judyta) i zawód miłosny wywołany utratą posagu (Blanka). Wybór Marii, która zgadza się na małżeństwo z mężczyzną niekochanym, lecz zamożnym, zostaje ukazany jako jedyna szansa kobiety na przetrwanie w takiej sytuacji. Współczując pani Vigneron i jej córkom, Becque ukazuje także ich wady, przede wszystkim niezdecydowanie i naiwność. Maluje przy tym obraz wzorowych relacji w rodzinie, inspirowany jego własnymi wspomnieniami z dzieciństwa.

## Inscenizacje dramatu

### Premiera
Premiera Kruków odbyła się w atmosferze skandalu. Przed przedstawieniem w prasie pojawiły się spekulacje nt. tematu i wydźwięku dzieła, sugerowano m.in., że jest to dramat antyklerykalny, a tytułowymi krukami są katoliccy księża lub zakonnicy. W czasie spektaklu publiczność żywo reagowała na przedstawiane sceny, oklaskując lub wygwizdując nie tyle grę aktorów, co postępowanie poszczególnych postaci. W scenie, w której pani de Saint-Genis oznajmia zrozpaczonej Blance o zerwaniu jej zaręczyn z Jerzym de Saint-Genis z powodów majątkowych, widownia tak głośno wygwizdywała i zakrzykiwała bezwzględną kobietę, że grająca ją aktorka opuściła scenę, nie wypowiadając końcowej kwestii. Ogromne oklaski otrzymał po zakończeniu inscenizacji autor sztuki.

### Dalsze losy dramatu
Mimo sukcesu premiery, kolejne przedstawienia Kruków odbywały się przy niewielkiej frekwencji publiczności i po osiemnastu wystawieniach sztuka zeszła z afisza. Po raz drugi za życia Becque’a dramat wystawił paryski teatr Odéon w 1897 roku. Tym razem do tekstu nie wprowadzono żadnych poprawek. Znacznie słabsza była natomiast gra aktorska, zwłaszcza w porównaniu z występem zespołu Komedii Francuskiej w czasie premiery. Dramat zagrano dwadzieścia razy.
Dalsze inscenizacje Kruków miały miejsce już po śmierci autora. Po raz drugi dramat wystawiła Komedia Francuska, tym razem grając go ponad stukrotnie.